# ببر بابلی
ببر بابلی 
(به تلوگویی: Bobbili Puli) فیلمی محصول سال ۱۹۸۲ و به کارگردانی داساری ناریانا رائو است. در این فیلم بازیگرانی همچون ن. ت. راما رائو، سری دوی، باب کریستو ایفای نقش کرده‌اند.